# Saint-Martin-aux-Buneaux
 Saint-Martin-aux-Buneaux  es una población y comuna francesa, en la región de Alta Normandía, departamento de Sena Marítimo, en el distrito de Dieppe y cantón de Cany-Barville.

## Demografía
| 893 | 749 | 680 | 696 | 590 | 600 |
| Para los censos de 1962 a 1999 la población legal corresponde a la población sin duplicidades (Fuente: INSEE [Consultar]) |     |     |     |     |     |